# 플렉스너 보고서
플렉스너 보고서(Flexner Report)는 에이브러햄 플렉스너가 작성하고 Carnegie Foundation의 후원 하에 1910년에 출판된 미국과 캐나다의 의학 교육에 대한 한 권의 보고서이다. 
이 보고서는 미국 의과대학 이 더 높은 입학 및 졸업 기준을 제정하고 교육 및 연구에서 주류 과학 프로토콜을 엄격하게 준수할 것을 촉구했다. 보고서는 의료 기관의 개편과 중앙 집중화의 필요성에 대해 이야기했다. 많은 미국 의과대학이 플렉스너 보고서에서 옹호하는 표준에 미치지 못했으며, 이 보고서가 발표된 후 그러한 학교의 거의 절반이 합병되거나 완전히 폐쇄되었다.
보고서는 또한 미국에 너무 많은 의과대학이 있고 너무 많은 의사들이 훈련을 받고 있다고 결론지었다. 대학 교육의 폐쇄 또는 통합으로 인한 플렉스너 보고서의 반향은 두 개의 "흑인" 의과 대학을 제외한 모든 폐쇄와 더 작은 입학 풀을 수용하기 위해 미국 대학을 남성 전용 입학 프로그램으로 되돌렸다. 대학은 1833년 남녀공학 Oberlin College의 설립과 Vassar College 및 Pembroke와 같은 사립 대학의 설립과 함께 19세기 중후반에만 여성 및 남녀 공학 시설의 일부로 여성 입학을 개방 및 확대하기 시작했다.